# Fritz Feinhals
Fritz Feinhals   (Colònia, 4 de desembre de 1869 - Múnic, 30 d'agost de 1940) fou un un cantant d'òpera alemany (baríton) i kammersänger reial de Baviera a Múnic.

## Biografia
Feinhals provenia d'una família de comerciants de Colònia, el seu pare Josef Feinhals sen. († 15 de desembre de 1907) va fundar el 1861 la botiga de tabac Josef Feinhals de Colònia, que va ser de propietat familiar fins al 1968. El seu germà era el fabricant de cigarrets i cigars i mecenes de l'art Josef Feinhals, el nom artístic del qual era "Collofino", que va ser un important iniciador i promotor de l'escena artística i cultural renana i de Colònia abans de la Segona Guerra Mundial.
Després de graduar-se al Friedrich-Wilhelm-Gymnasium de Colònia, es va dedicar a estudiar enginyeria al Politècnic de Charlottenburg. Després que el seu excepcional talent vocal ja s'hagués fet notar durant els seus estudis, va recórrer al professor Selva a Pàdua als 24 anys, de qui va rebre la seva primera formació musical adequada. Posteriorment va assistir al Conservatori de Milà, on va completar els seus estudis amb el professor Giovannini. Feinhals va començar la seva carrera com a cantant teatral al Stadttheater d'Essen. Després d'una breu i exitosa carrera en aquest teatre i un compromís al Stadttheater de Mainz, fou contractat pel Reial Teatre de l'Òpera de Múnic el 1898, on va succeir Eugen Gura.
La seva veu poderosa i aspecte imponent el van convertir en un dels representants destacats dels personatges d'òpera de Richard Wagner. Però també va poder impressionar com a intèrpret d'òperes de Mozart i Verdi.Feinhals va oferir actuacions a gairebé tots els grans teatres d'òpera d'Europa. Va fer una gira per Amèrica i el 1908 va aparèixer al Metropolitan Opera de Nova York. Els seus papers protagonistes van ser Hans Sachs, Wotan, Telramund, Don Juan, Hans Heiling i Guillaume Tell. La seva dona, la contralt Elise Feinhals (1869–1924), va treballar també en papers menors al Festival de Múnic i a les actuacions de Wagner a Amsterdam. La parella va tenir quatre fills amb els quals van viure temporalment en una casa de camp a Feldafing, al llac Starnberg. Després de la mort de la seva dona Elise, que va morir en un accident d'autobús a Merano, Itàlia, el 1924, Feinhals es va casar amb Rose Feinhals per segona vegada. Després del final de la seva carrera, Fritz Feinhals va viure com a professor a Múnic. Va acabar la seva carrera l'any 1927. Està enterrat al cementiri Melaten de Colònia, a la cripta de la família Feinhals.

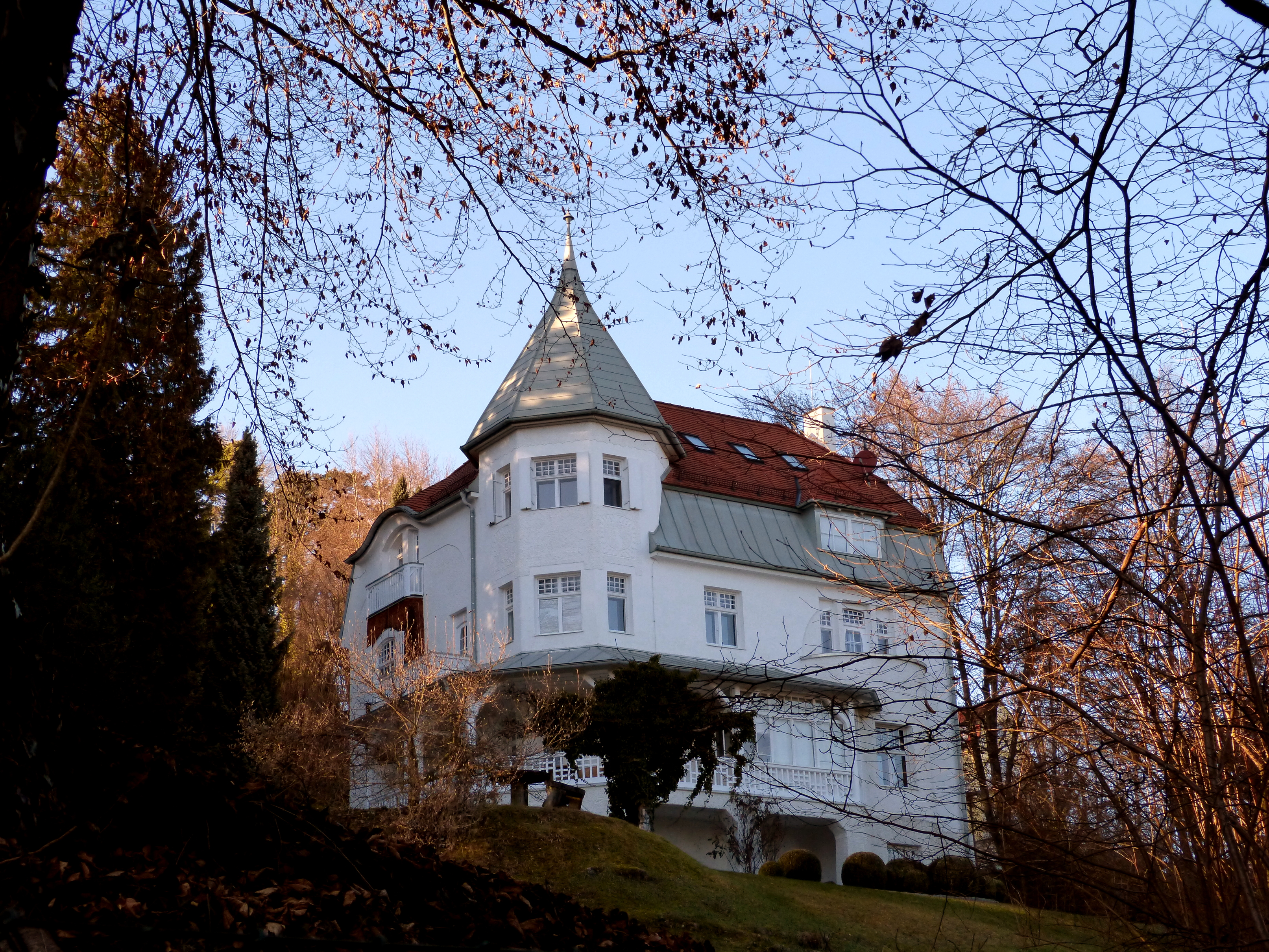
Casa de Feinhals a Feldafing

Fritz Feinhals va gravar primer per a Berliner Records (Munic 1901), seguit de nombrosos discos per a Odeon (Berlín 1907 i 1909), Gramophone (Munic 1909 i Berlín 1911) i Edison cylinders and records (Londres 1910). La veu d'Elise Feinhals està documentada per dos enregistraments extremadament rars per a Berliner Records (Munic 1901) i un disc de 35 cm d'Odeon (Berlín 1907).

## Honors
El 1964 un carrer de Múnic-Obermenzing va rebre el seu nom.